# Ilhas do Duque de Iorque (Papua-Nova Guiné)
As Ilhas do Duque de Iorque (anteriormente chamado em alemão colonial de Neulauenburg) são um grupo de ilhas localizadas na província da Nova Bretanha Oriental, Papua-Nova Guiné. Sendo a maior a Ilha do Duque de Iorque. Elas são situadas no canal de São Jorge entre as ilhas da Nova Bretanha e da Nova Irlanda e fazem parte do arquipélago de Bismarck. As ilhas foram nomeadas em 1767 por Philip Carteret para homenagear o Príncipe Edward, filho de Frederico, Príncipe de Gales e irmão mais novo de Jorge III do Reino Unido.

## História
Nos anos 1870 e 1880, as empresas comerciais alemãs começaram a localizar estações comerciais na Nova Guiné. Os agentes de J.C. Godeffroy & Sohn chegaram ao arquipélago de Bismarck a partir das Ilhas Carolinas em 1872 e estabeleceram uma posição comercial nas ilhas a partir de 1876.